# Entiat (Washington)
Pour les articles homonymes, voir Entiat.
Entiat est une ville du comté de Chelan dans l'État de Washington aux États-Unis, située au confluent de la rivière Entiat (rivière) et du fleuve Columbia.
La population était de 1 112 habitants lors du recensement de 2010.

## Source
- (en) Cet article est partiellement ou en totalité issu de l’article de Wikipédia en anglais intitulé « Entiat, Washington » (voir la liste des auteurs).